# Jesús Serrano Pastor
Jesús Serrano Pastor CMF (* 25. Mai 1902 in Corella, Navarra; † 14. Juli 1997) war ein spanischer römisch-katholischer Ordensgeistlicher und Apostolischer Vikar von Darién.

## Leben
Jesús Serrano Pastor trat der Ordensgemeinschaft der Claretiner bei und empfing am 29. Mai 1926 die Priesterweihe.
Papst Pius XII. ernannte ihn am 7. April 1956 zum Apostolischen Vikar von Darién und Titularbischof von Hypselis. Der Apostolische Nuntius in Panama, Erzbischof Paul Bernier, spendete ihm am 22. August desselben Jahres die Bischofsweihe. Mitkonsekratoren waren Francisco Beckmann CM, Erzbischof von Panama, und Rubén Odio Herrera, Erzbischof von San José de Costa Rica.  
Er nahm an allen vier Sitzungsperioden des Zweiten Vatikanischen Konzils als Konzilsvater teil.
Am 22. Juli 1981 nahm Papst Johannes Paul II. sein altersbedingtes Rücktrittsgesuch an.